# Hřivínov

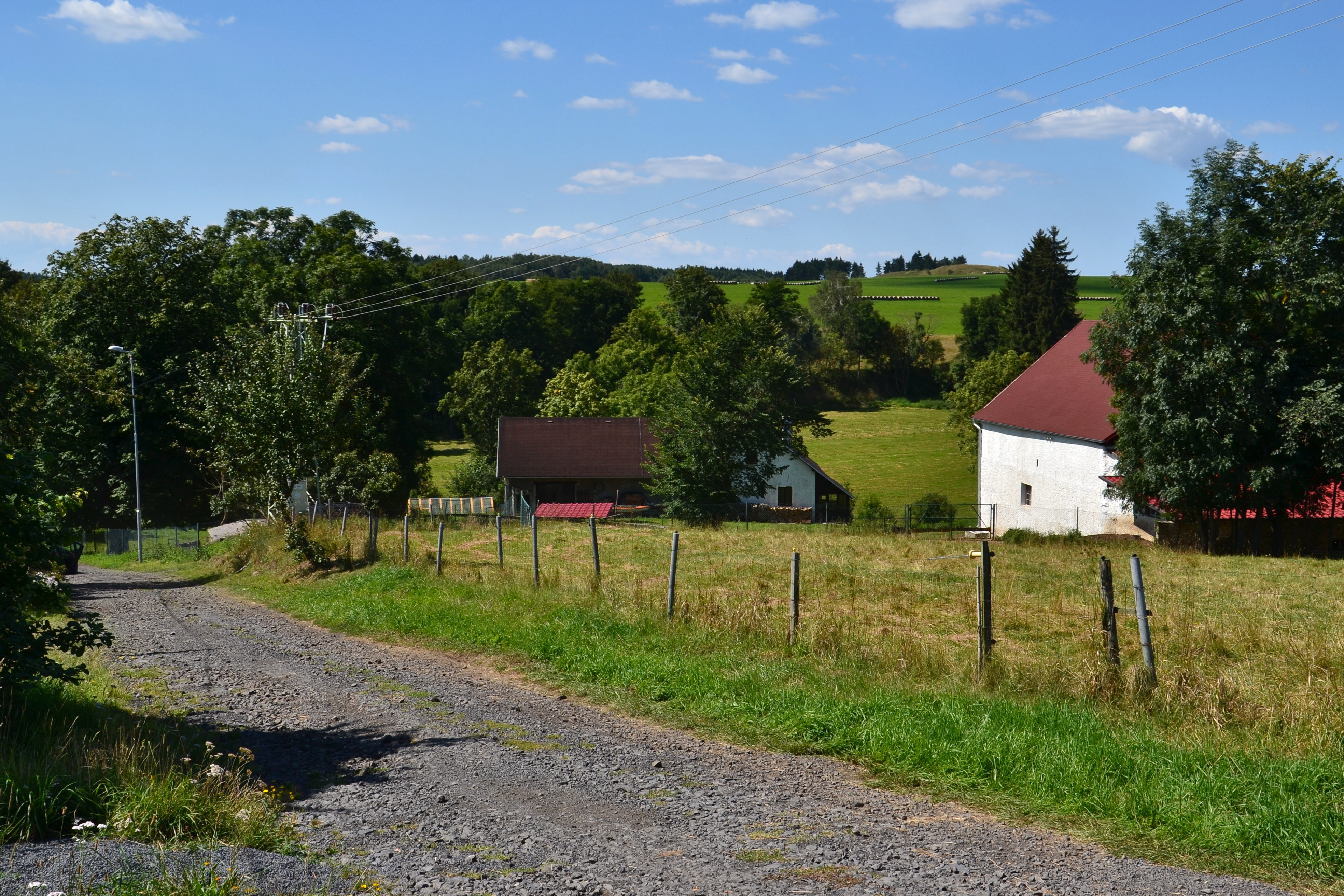
Blick von Nordosten auf Hřivínov

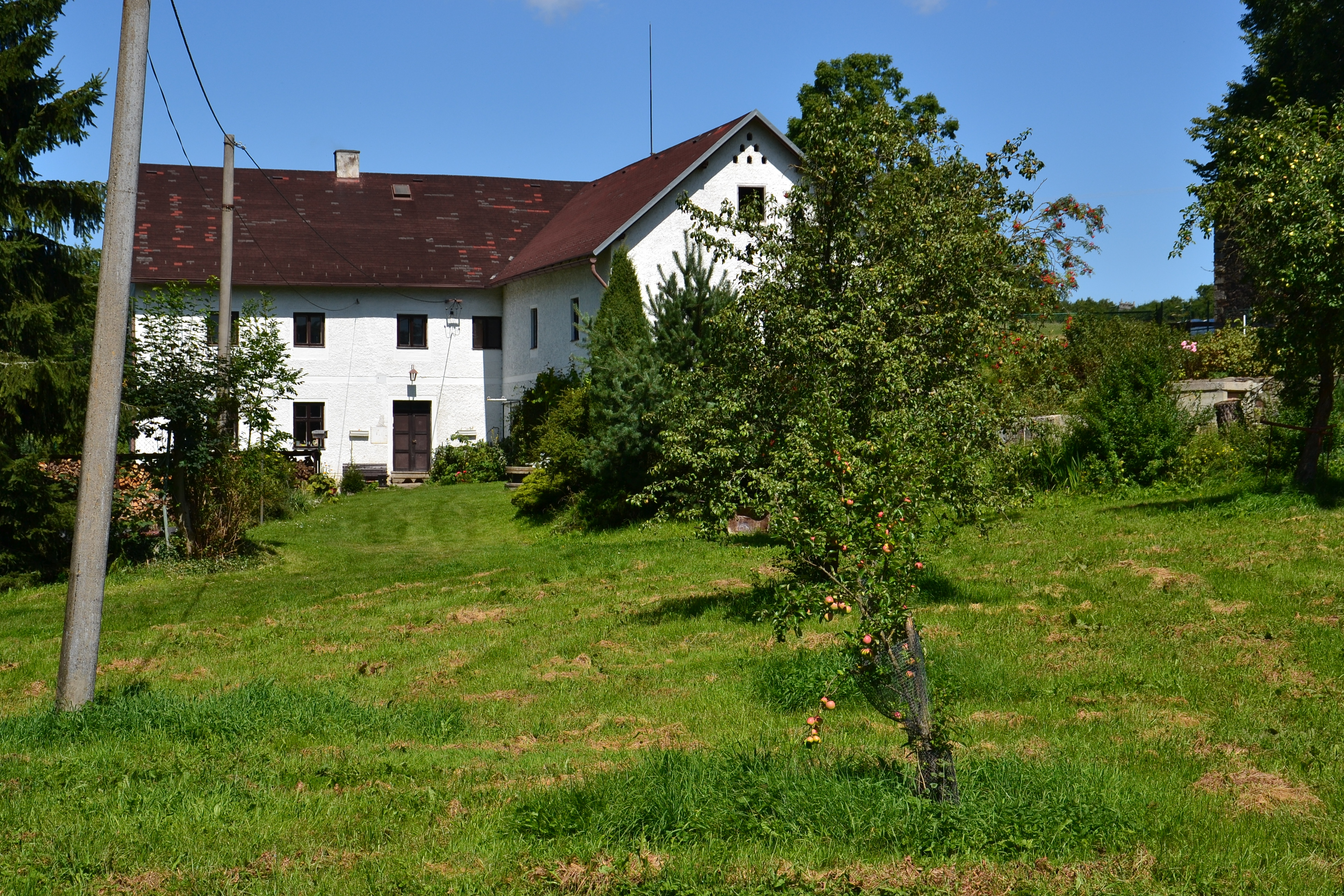
Gehöft

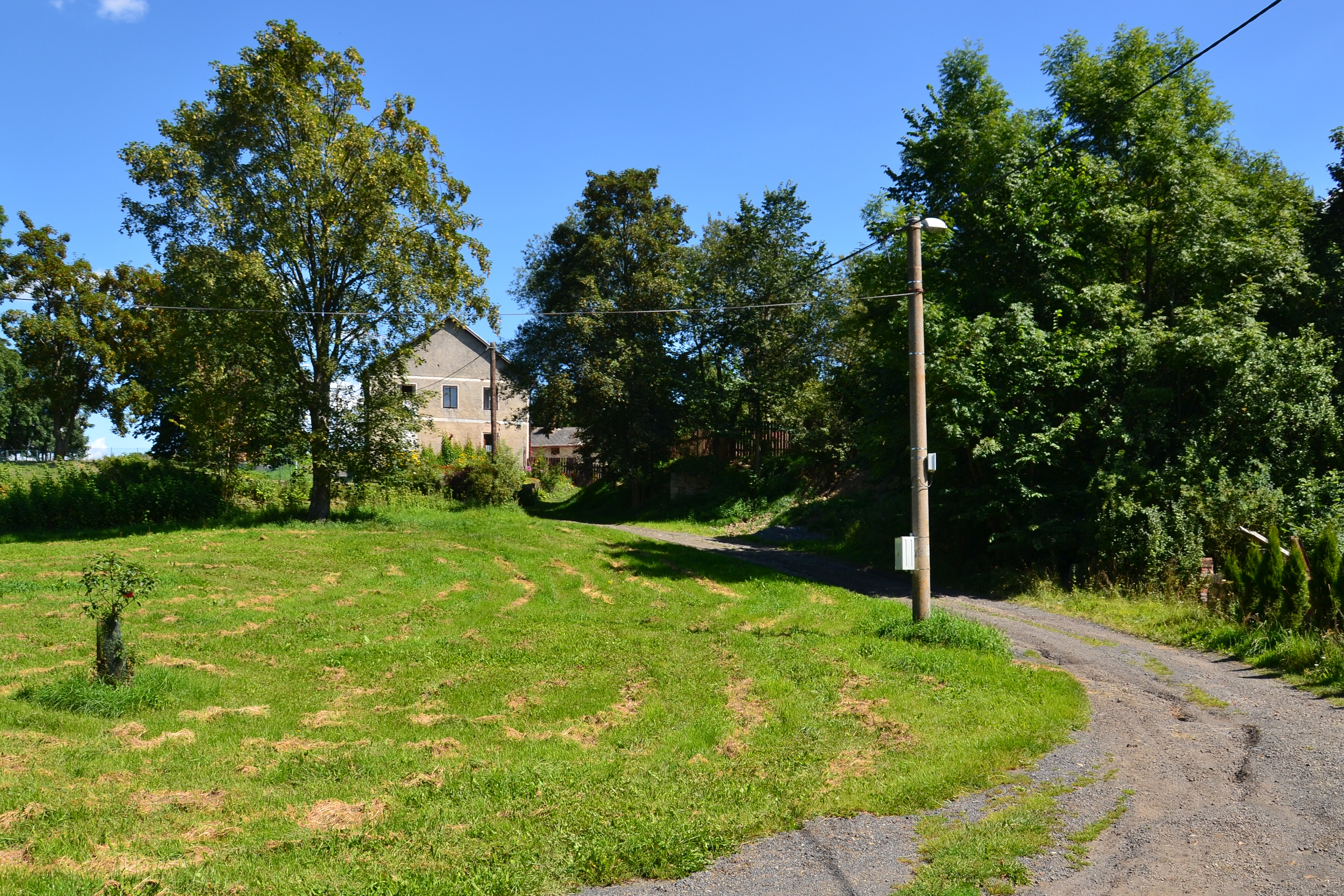
Haus Nr. 7

Hřivínov (deutsch Mokowitz) ist ein Ortsteil der Gemeinde Verušičky (Klein Werscheditz) in Tschechien. Das weitgehend erloschene Dorf liegt fünf Kilometer östlich von Bochov (Buchau) und gehört zum Okres Karlovy Vary.

## Geographie
Hřivínov befindet sich im Tal der Malá Trasovka (Kleiner Giesbach) in der Žluticka vrchovina (Luditzer Bergland). 300 m  südlich verläuft die Bahnstrecke Protivec–Bochov. Im Norden erhebt sich der Tiský vrch (Flursberg; 731 m n.m.), nordöstlich der Mlýnský vršek (Foitzberg; 711 m n.m.), im Osten der Záhořský vrch (Serlesberg; 710 m n.m.) sowie nordwestlich der Valovský vrch (Wohlauer Berg; 761 m n.m.) und die Jelení komora (787 m n.m.).
Nachbarorte sind die Wüstungen Tis u Luk (Tiß bei Luck) und Radošov (Reschwitz) im Norden, die Wüstung Holetice (Holetitz) und Albeřice (Alberitz) im Nordosten, Luka (Luck) im Osten, Záhoří (Serles) und Budov (Buda) im Südosten, Vahaneč (Bohentsch) und Zlatá Hvězda (Stern) im Süden, Herstošice (Herscheditz) und Nový Dvůr (Neuhof) im Südwesten, Bochov (Buchau) im Westen sowie Těšetice (Teschetitz), die Wüstung Horní Valov (Ober Wohlau) und Dolní Valov (Unter Wohlau) im Nordwesten.

## Geschichte
Hřivínov war als Rundling angelegt. Die erste urkundliche Erwähnung des Dorfes erfolgte im Jahre 1436. Nach August Sedláček war Hřivínov ursprünglich ein Vladikengut, das später in mehrere Teile zergliedert wurde. Seit 1532 ist der Hummelhof nachweislich; er bildete mit einigen umliegenden Häusern einen Anteil. Dieser war zunächst Teil des Gutes Bohentsch und wurde 1623 zusammen mit Bohentsch der Herrschaft Udritsch zugeschlagen. Der andere Anteil, dessen Besitzer nach 1536 mehrfach wechselten, wurde später mit der Herrschaft Luck vereinigt. Im Laufe der Zeit änderte sich der Ortsname mehrmals.
Im Jahre 1845 bestand das im Elbogener Kreis gelegene Dorf Makowitz aus 12 Häusern mit 64 deutschsprachigen Einwohnern. Im Dorf gab es eine Mühle. Pfarrort war Luck. Bis zur Mitte des 19. Jahrhunderts blieb Makowitz dem Gut Werschetitz untertänig; eines der Häuser gehörte zum Gut Udritsch.
Nach der Aufhebung der Patrimonialherrschaften bildete Mokowitz / Moukovice t. Hřivinov ab 1850 eine Gemeinde im Gerichtsbezirk Buchau. Ab 1868 gehörte Mokowitz zum Bezirk Luditz. Im Jahre 1869 bestand das Dorf aus 13 Häusern und hatte 85 Einwohner. Die Lokalbahn Protiwitz-Buchau wurde 1897 eröffnet, bei Mokowitz entstand ein Haltepunkt. Im Jahre 1900 hatte Mokowitz 73 Einwohner, 1910 waren es 56. Nach dem Ersten Weltkrieg zerfiel der Vielvölkerstaat Österreich-Ungarn, die Gemeinde wurde 1918 Teil der neu gebildeten Tschechoslowakischen Republik. Beim Zensus von 1921 lebten in den 11 Häusern der Gemeinde 60 Deutsche. Der tschechische Gemeindename wurde 1924 in Hřivínov geändert. 1930 lebten in den elf Häusern von Mokowitz 66 Personen. Nach dem Münchner Abkommen wurde Mokowitz im Oktober 1938 dem Deutschen Reich zugeschlagen und gehörte bis 1945 zum Landkreis Luditz. 1939 hatte die Gemeinde 53 Einwohner. Nach dem Ende des Zweiten Weltkrieges kam Hřivínov zur wiedererrichteten Tschechoslowakei zurück. Nach der Aussiedlung der deutschen Bewohner wurde Hřivínov mit neu zugezogenen Tschechen besiedelt. Im Zuge der Gebietsreform von 1948 wurde der Okres Žlutice aufgelöst und die Gemeinde Hřivínov zum 1. Februar 1949 dem Okres Toužim zugeordnet. Wenig später erfolgte die Eingemeindung nach Luka. Im Jahre 1950 lebten in den neun Häusern von Hřivínov 34 Personen. Im Zuge der Errichtung des Truppenübungsplatzes Hradiště erfolgte 1953 die erneute Absiedlung des Dorfes, das dann jedoch nicht in das Militärgebiet eingegliedert wurde. Seit dieser Zeit blieb Hřivínov weitgehend verlassen; die meisten Gebäude wurden später abgerissen.
Nach 1955 wurde Hřivínov nach Vahaneč umgemeindet. Bei der Gebietsreform von 1960 wurde Hřivínov in den Okres Karlovy Vary eingegliedert. Beim Zensus von 1961 lebten in dem Dorf nur noch vier Personen. 1965 wurde Hřivínov nach Verušičky eingemeindet. Seit 1980 galt Hřivínov als unbewohnt. Beim Zensus von 1991 bestand Hřivínov aus einem nicht dauerhaft bewohnten Wohnhaus. Der Personenverkehr auf der Bahnstrecke Protivec–Bochov wurde am 31. Mai 1996 eingestellt.
Von Hřivínov sind heute nur noch fünf Gebäude erhalten: Die ehemalige Mühle (Nr. 9), das Gehöft Nr. 6 und ein Teil des Hauses Nr. 5 werden als Ferien- bzw. Sommerhaus genutzt. Vom Gehöft Nr. 7 sind das ehemalige Stallgebäude und der Speicher erhalten, das Gehöft Nr. 12 ist eine Ruine. Der am rechten Ufer des Baches gelegene Dorfplatz ist gänzlich verschwunden. Die Gebäude des Gehöftes Nr. 7 wurden um 2015 saniert und eine Bienenfarm eröffnet, es ist seit dem wieder bewohnt.

## Ortsgliederung
Der Ortsteil Hřivínov bildet einen Katastralbezirk.

## Sehenswürdigkeiten
- Kapelle Mariä Himmelfahrt, auch Duchta-Kapelle genannt, westlich von Hřivínov am alten Weg nach Herstošice. Die Kapelle stand auf den Fluren des Duchta-Hofes (Nr. 2) und wurde 1918 durch dessen Besitzer Franz Viehmann errichtet. Sie verfiel in der zweiten Hälfte des 20. Jahrhunderts und wurde 2012 instand gesetzt.[6]
- Wegkreuz am Bach
- Jüdischer Friedhof, anderthalb Kilometer östlich von Hřivínov

## Ehemalige Denkmale
- Kapelle des hl. Johannes von Nepomuk. Das in der ersten Hälfte des 19. Jahrhunderts errichtete Bauwerk mit rechteckigem Grundriss und einer Dachlaterne auf dem Walmdach stand auf dem Dorfplatz. Die Kapelle wurde in den zweiten Hälfte des 20. Jahrhunderts abgebrochen.[7]
- Summer-Kreuz, gusseisernes Kreuz aus dem 19. Jahrhundert, in den Feldern am ehemaligen Weg nach Herstošice[8]
- Breicher-Kreuz, gusseisernes Kreuz aus dem 19. Jahrhundert, in den Feldern auf den Fluren des Breicherhofes (Nr. 7) am ehemaligen Abzweig des Weges nach Záhoří[9]